# 블랙홀 (네트워킹)
네트워킹에서 블랙홀(black hole)은 데이터가 의도한 수신자에게 도달하지 않았다는 사실을 소스에 알리지 않고 들어오거나 나가는 트래픽이 자동으로 삭제("누락")되는 네트워크의 장소를 의미한다.
네트워크 토폴로지를 조사할 때 블랙홀 자체는 보이지 않으며 손실된 트래픽을 모니터링해야만 감지할 수 있다. 따라서 천문학적 블랙홀이라는 이름은 직접적으로 관찰할 수 없다.

## 죽은 주소
블랙홀의 가장 일반적인 형태는 단순히 실행되고 있지 않은 호스트 시스템을 지정하는 IP 주소 또는 호스트가 할당되지 않은 주소이다.
TCP/IP가 ICMP를 통해 전송자에게 배달 실패를 다시 알리는 수단을 제공하더라도 이러한 주소로 향하는 트래픽은 종종 삭제된다.
연결되지 않고 신뢰할 수 없는 프로토콜(예: UDP)에서만 죽은 주소(dead address)를 감지할 수 없다. 연결 지향 또는 신뢰할 수 있는 프로토콜(TCP, RUDP)은 죽은 주소에 연결하지 못하거나 예상되는 승인을 받지 못한다.
IPv6의 경우 블랙홀 접두사는 100::/64이다.
IPv4의 경우 블랙홀 주소가 명시적으로 정의되지 않지만 예약된 IP 주소는 유사한 효과를 얻는 데 도움이 될 수 있다. 예를 들어, 198.51.100.0/24는 문서 및 예제에 사용하도록 예약되어 있다. RFC에서는 이 범위의 주소가 라우팅되지 않는다고 권고하지만 이는 필수 사항은 아니다.

## 같이 보기
- 비트 버킷
- 서비스 거부 공격
- IP 주소 차단
- 널 장치